# 麺のスナオシ
株式会社麺のスナオシ（めんのスナオシ）は、茨城県水戸市に本社・工場を置く日本の食品加工品会社である。社名の由来は創業者砂押解介の苗字をカタカナにしたものである。
乾麺、インスタントラーメン、カップ麺の製造・販売を行っている。商品は、主にディスカウントストアなどの安売りを主体にした店に納めている。注文主のプライベートブランドとして納入している場合も多く、会社名が製造者欄だけのことも多い。

## 沿革
- 1915年（大正4年） - 初代社長・砂押解介により創業。
- 1946年（昭和21年） - 製粉部門を開設。
- 1952年（昭和27年） - 製麺部門を開設。
- 1955年（昭和30年） - 合資会社砂押商店設立。
- 1965年（昭和40年） - 製粉部門を閉鎖。
- 2003年（平成15年） - 株式会社麺のスナオシ設立。

## 主な商品
袋入り即席麺
- サッポロしょうゆラーメン
- サッポロみそラーメン
- サッポロ塩味タンメン
- しょうゆとんこつラーメン
- ソース焼そば
- 美味しい細うどん
- 美味しいかけそば

スープ付き乾麺
- とろろそば
- とろろうどん
- 支那そば（しょうゆラーメン）
- 九州とんこつラーメン
- 冷し中華

カップ麺
- 醤油ラーメン
- 味噌ラーメン
- 塩ラーメン
- 博多ラーメン
- カレーラーメン
- きつねうどん
- 天ぷらそば
- カレーうどん
- カレーそば
- ソースやきそば

乾麺
- うどん
- そば
- きしめん
- そうめん
- ひやむぎほか。